# Веснівка дволиста
{{#ifeq:0|0|{{#if:Maianthemum bifolium|{{#if:|[[]}}|[[]]}}}}
Весні́вка дволи́ста (Maianthemum bifolium) — вид трав'янистих багаторічних рослин родини холодкові (Asparagaceae). В інших джерелах — родини лілійні.
Інші назви: заяча кров, заячі вушка, заяча сіль, заячий цвіт, зимовик, ландиш мишиний.

## Опис
Веснівки — багаторічні трави з повзучим кореневищем і прямим стеблом, що несе 2-3 серцеподібні листки. Висота (разом з квітконосом) 10-15 см. Квітки двостатеві, дрібні, запашні, з білою оцвітиною, зібрані в суцвіття — китицю. Цвітуть з другої половини травня до першої декади червня. Плід — червона ягода. 

## Поширення
Вид поширений у Європі й помірній Азії, від Іспанії до Японії.
В Україні веснівка дволиста зростає на Поліссі, в Лісостепу, в Карпатах зустрічається до верхньої межі лісу.

## Використання
Веснівка містить серцеві глікозиди, подібні до глікозидів конвалії і наперстянки, сапоніни, складні ефіри, органічні кислоти, вітамін C.
В народній медицині використовують відвари трави і водні настої з неї для лікування водянки, серцево-судинних захворювань, хвороб нирок, а також як жарознижувальний засіб при застуді. Зовнішньо препарати рослини застосовують при абсцесах і забитті.
Ягоди веснівки застосовують рідко, оскільки вони викликають у людини сильне серцебиття і задишку.